# Bojențite, Gabrovo
Bojențite (în bulgară Боженците) este un sat în comuna Gabrovo, regiunea Gabrovo,  Bulgaria. 

## Demografie
Componența etnică a satului Bojențite
     Bulgari (90,47%)
     Nicio identificare (9,52%)
     Altele (0%)
La recensământul din 2011, populația satului Bojențite era de 21 locuitori. Din punct de vedere etnic, majoritatea locuitorilor (90,47%) erau bulgari. Pentru 9,52% din locuitori nu este cunoscută apartenența etnică.